# Wahlbezirk Österreich unter der Enns 61
Der Wahlbezirk Österreich unter der Enns 61 war ein Wahlkreis für die Wahlen zum Abgeordnetenhaus im österreichischen Kronland Österreich unter der Enns. Der Wahlbezirk wurde 1907 mit der Einführung der Reichsratswahlordnung geschaffen und bestand bis zum Zusammenbruch der Habsburgermonarchie.

## Geschichte
Nachdem der Reichsrat im Herbst 1906 das allgemeine, gleiche, geheime und direkte Männerwahlrecht beschlossen hatte, wurde mit 26. Jänner 1907 die große Wahlrechtsreform durch Sanktionierung von Kaiser Franz Joseph I. gültig. Mit der neuen Reichsratswahlordnung schuf man insgesamt 516 Wahlbezirke, wobei mit Ausnahme Galiziens in jedem Wahlbezirk ein Abgeordneter im Zuge der Reichsratswahl gewählt wurde. Der Abgeordnete musst sich dabei im ersten Wahlgang oder in einer Stichwahl mit absoluter Mehrheit durchsetzen. Der Wahlkreis Österreich unter der Enns 61 umfasste die Gerichtsbezirke Weitra, Zwettl und Großgerungs, wobei die zum Wahlbezirk 37 gehörenden Städte Weitra, Gmünd und Zwettl vom Wahlbezirk ausgenommen waren. Auch nachdem die Gemeinden Albrechts, Dietmanns, Groß-Neusiedl, Raglitz, Waldenstein und Weißenbach vom Gerichtsbezirk Weitra 1908 an den neugeschaffenen Gerichtsbezirk Gmünd abgegeben worden waren, blieben diese Teil des Wahlbezirks 61, während die vom Gerichtsbezirk Schrems abgegebenen Gemeinden Teil des Wahlbezirk 60 bzw. Wahlbezirk 37 blieben.
Aus der Reichsratswahl 1907 ging Alois Höher (Christlichsoziale Partei) als Sieger im ersten Wahlgang hervor. Er konnte 87 Prozent der Stimmen erreichen, während der bäuerliche Kandidat Leopold Schremser auf 7 Prozent kam. Bei der Reichsratswahl 1911 konnte Höher sein Mandat erfolgreich verteidigen. Er setzte sich mit 80 Prozent erneut im ersten Wahlgang durch. Den zweiten Platz belegte der selbständige Kandidat Franz Dienstl mit 8 Prozent.

## Wahlen

### Reichsratswahl 1907
Die Reichsratswahl 1907 wurde am 14. Mai 1907 (erster Wahlgang) durchgeführt. Die Stichwahl entfiel auf Grund der absoluten Mehrheit von Alois Höher im ersten Wahlgang.
| Kandidat                                                                       | Partei                                 | Wahlkreis- stimmen | Stimmen- anteil |
| ------------------------------------------------------------------------------ | -------------------------------------- | ------------------ | --------------- |
| Alois Höher                                                                    | Christlichsoziale Partei               | 8221               | 87,1 %          |
| Leopold Schremser                                                              | Agrarier                               | 688                | 7,3 %           |
| Hans Lenz                                                                      | Sozialdemokratische Arbeiterpartei     | 344                | 3,6 %           |
|                                                                                | deutsch-national/alldeutscher Kandidat | 31                 | 0,3 %           |
| Sonstige                                                                       |                                        | 150                | 1,6 %           |
| Wahlberechtigte: 10.247, Ungültige/Leere Stimmen: 328, Wahlbeteiligung: 95,3 % |                                        |                    |                 |

### Reichsratswahl 1911
Die Reichsratswahl 1911 wurde am 13. Juni 1911 (erster Wahlgang) durchgeführt. Die Stichwahl entfiel auf Grund der absoluten Mehrheit von Alois Höher im ersten Wahlgang.
| Kandidat                                                                       | Partei                                        | Wahlkreis- stimmen | Stimmen- anteil |
| ------------------------------------------------------------------------------ | --------------------------------------------- | ------------------ | --------------- |
| Alois Höher                                                                    | Christlichsoziale Partei                      | 7220               | 80,2 %          |
| Franz Dienstl                                                                  | Selbständiger deutsch-freiheitlicher Kandidat | 698                | 7,7 %           |
| Leopold Schremser                                                              | Deutscher Hauer- und Bauernbund               | 433                | 4,8 %           |
| Hans Lenz                                                                      | Sozialdemokratische Arbeiterpartei            | 256                | 2,8 %           |
| Georg Schönerer                                                                | Alldeutsche Vereinigung                       | 146                | 1,6 %           |
| Sonstige                                                                       |                                               | 254                | 2,8 %           |
| Wahlberechtigte: 10.130, Ungültige/Leere Stimmen: 628, Wahlbeteiligung: 95,1 % |                                               |                    |                 |